# Roomvleklieveheersbeestje
Het roomvleklieveheersbeestje (Calvia quatuordecimguttata) is een lieveheersbeestje uit de familie lieveheersbeestjes (Coccinellidae). De wetenschappelijke naam van de soort werd in 1758 als Coccinella quatuordecimguttata gepubliceerd door Carl Linnaeus. De naam quatuordecimguttata betekent veertienspikkelig.

## Kenmerken
Het roomvleklieveheersbeestje heeft een wijnrode kleur en telt in totaal 14 witte stippen. De kever bereikt een lengte van 5 tot 6,5 mm. Hij lijkt sprekend op het meeldauwlieveheersbeestje, maar het rugschild van die soort heeft een doorschijnende rand, wat het roomvleklieveheersbeestje niet heeft. Ook heeft het meeldauwlieveheersbeestje 2 stippen meer.

## Leefwijze
Het voedsel bestaat vooral uit bladluizen, maar soms eten ze ook bladvlooien (Psyllidae).

## Voorkomen
De soort komt voor in het Palearctisch en Nearctisch gebied.

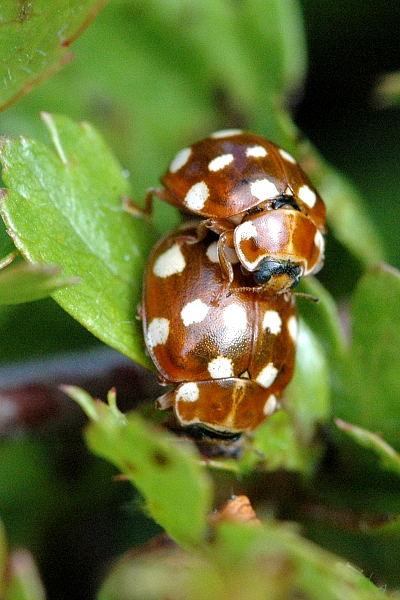
Twee parende roomvleklieveheersbeestjes